# Hyparrhenia pilosa
Hyparrhenia pilosa là một loài thực vật có hoa trong họ Hòa thảo. Loài này được Mazade mô tả khoa học đầu tiên năm 1978.